# Harold Keetley
Harold "Harry" Keetley (9 tháng 4 năm 1903-4Q 1982) là một cầu thủ bóng đá người Anh thi đấu ở vị trí tiền đạo.
Ông sinh ra ở Derby trong một gia đình có 11 anh em và 1 em gái. Như 8 anh em khác, ông bắt đầu thi đấu tại đội bóng nghiệp dư địa phương Victoria Ironworks. Ông và năm người anh em, Arthur, Joe, Tom, Frank và Charlie, tiếp tục thi đấu chuyên nghiệp ở Football League.

## Sự nghiệp thi đấu
Ông kí hợp đồng với Doncaster Rovers vào tháng 8 năm 1924, được chuyển sang Mansfield Town vào tháng 6 năm 1927.
Ba người anh em Harry, Tom và Frank cũng từng thi đấu cho Doncaster trong sự nghiệp. Ngày 20 tháng 2 năm 1926 tại Belle Vue, Joe, Harry và Frank đều đá chính cho Doncaster trước Wigan Borough, Harry ghi bàn gỡ hòa 1-1.